# Мир во всём мире

Символ мира

Мир во всём ми́ре (англ. world peace) — идеал свободы, мира и счастья между странами, внутри всех стран, между всеми людьми. Идея планетарной дружбы, с помощью которой все государства сотрудничают друг с другом, предотвращая войны. Термин иногда используется для обозначения прекращения враждебности среди всего человечества.

## Религиозные взгляды

### Христианство
В католичестве существует догма о «Фатимских явлениях Девы Марии», в рамках которой утверждается, что так называемое «Обращение России» приведёт к миру во всём мире.

### Мистика Даниила Андреева
Тема всемирного духовного братства и отсутствия войн является одной из центральных тем, разрабатываемых писателем Даниилом Андреевым в его известной книге «Роза Мира».

## Политические взгляды

### В марксизме

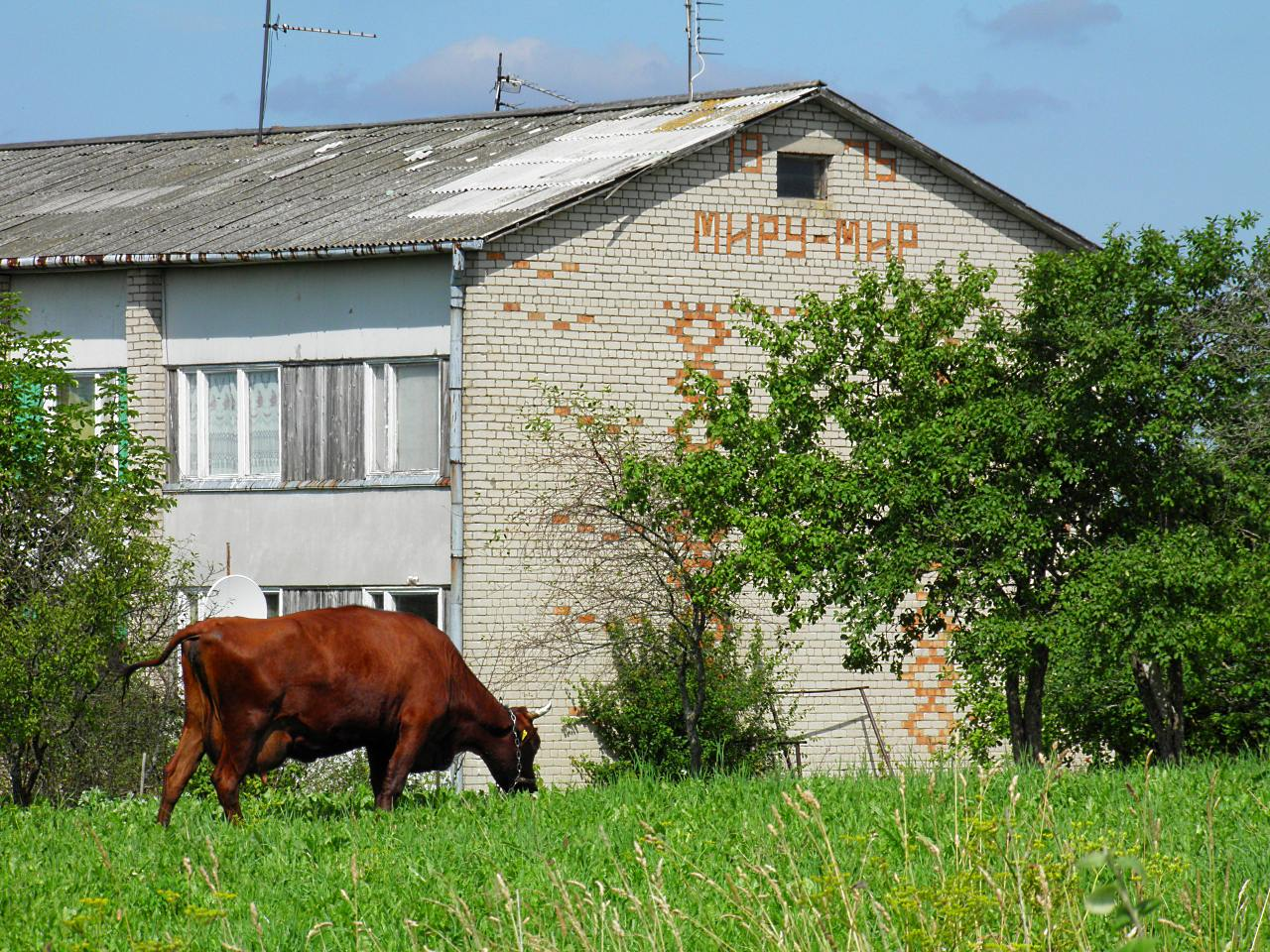
Советский лозунг «Миру — мир», вмонтированный в стену жилого дома в Латвии

Марксизм, видящий причину войн в существовании частной собственности на средства производства, связывает их прекращение с победой мировой социалистической революции и построением коммунистического общества. В частности, Лев Троцкий откликнулся на Первую мировую войну и её поддержку руководством социал-демократических партий брошюрой «Война и Интернационал» (1914), в которой изложил эту точку зрения.
Лозунг «Миру — мир!» активно использовался в советской пропаганде.

### В либерализме
Согласно Теории демократического мира, демократические режимы, или в более узкой трактовке либеральные демократические режимы, не воюют друг с другом. Ещё Иммануил Кант в трактате «К вечному миру» (1795) связывал надежды на Вечный мир с созданием федерации равноправных конституционных республик. Тем не менее, известные из истории случаи войн между странами с демократическими режимами не являются редкостью.